# Antoine-Yves Goguet
Pour les articles homonymes, voir Goguet.
 (juillet 2025).
La mise en forme du texte ne suit pas les recommandations de Wikipédia : il faut le « wikifier ».
Les points d'amélioration suivants sont les cas les plus fréquents :
- Les titres sont pré-formatés par le logiciel. Ils ne sont ni en capitales, ni en gras.
- Le texte ne doit pas être écrit en capitales (les noms de famille non plus), ni en gras, ni en italique, ni en « petit »…
- Le gras n'est utilisé que pour surligner le titre de l'article dans l'introduction, une seule fois.
- L'italique est rarement utilisé : mots en langue étrangère, titres d'œuvres, noms de bateaux, etc.
- Les citations ne sont pas en italique mais en corps de texte normal. Elles sont entourées par des guillemets français : « et ».
- Les listes à puces sont à éviter, des paragraphes rédigés étant largement préférés. Les tableaux sont à réserver à la présentation de données structurées (résultats, etc.).
- Les appels de note de bas de page (petits chiffres en exposant, introduits par l'outil «  Source ») sont à placer entre la fin de phrase et le point final[comme ça].
- Les liens internes (vers d'autres articles de Wikipédia) sont à choisir avec parcimonie. Créez des liens vers des articles approfondissant le sujet. Les termes génériques sans rapport avec le sujet sont à éviter, ainsi que les répétitions de liens vers un même terme.
- Les liens externes sont à placer uniquement dans une section « Liens externes », à la fin de l'article. Ces liens sont à choisir avec parcimonie suivant les règles définies. Si un lien sert de source à l'article, son insertion dans le texte est à faire par les notes de bas de page.
- La présentation des références doit suivre les conventions bibliographiques. Il est recommandé d'utiliser les modèles {{Ouvrage}}, {{Chapitre}}, {{Article}}, {{Lien web}} et/ou {{Bibliographie}}. Le mode d'édition visuel peut mettre en forme automatiquement les références.
- Insérer une infobox (cadre d'informations à droite) n'est pas obligatoire pour parachever la mise en page.

Pour une aide détaillée, merci de consulter Aide:Wikification.
Si vous pensez que ces points ont été résolus, vous pouvez retirer ce bandeau et améliorer la mise en forme d'un autre article.
Antoine-Yves Goguet (18 janvier 1716 à Paris - 2 mai 1758 à Paris) est un juriste et historien français. On lui doit De l'origine des loix, des arts, et des sciences ; et de leurs progrès chez les anciens peuples,  ouvrage original en trois volumes sur l'histoire du droit, des arts et des sciences de l'Antiquité avant l'éclosion de la civilisation romaine.

## Biographie
Fils d'un riche avocat d'origine picarde, Antoine-Yves Goguet naît à Paris le 18 janvier 1716. Après ses études, il est jurisconsulte et exerce au Parlement de Paris.
Avec l'aide d'Alexandre-Conrad Fugère, il rédige un ouvrage en trois volumes qui paraît en 1758. « Le succès de cet ouvrage fut brillant et mérité ». Il a en effet été traduit en anglais (publié à nouveau à New York en 1976), en partie en italien et en partie en allemand. 
L'historien Edward Gibbon écrit : « Le président Goguet... divertira et satisfera le lecteur. Je doute que son ouvrage, surtout en Angleterre, soit autant connu qu'il le mérite,. » La version en français sera réédité en 1778 et en 1809. Son ouvrage est apprécié jusqu'au début du XIXe siècle, puis tombe dans l'oubli avant de reconnaître un regain d'actualité à compter de la fin du XXe siècle.
Goguet meurt des suites de la petite vérole le 2 mai 1758 à Paris.

## Œuvres
- (en collaboration avec Alexandre-Conrad Fugère), De l'origine des loix, des arts, et des sciences ; et de leurs progrès chez les anciens peuples, Paris : Desaint & Saillant, 1758
  - Volume 1 (451 pages) [lire en ligne]
  - Volume 2 (461 pages) [lire en ligne]
  - Volume 3 (403 pages) [lire en ligne]

### Citations originales
1. ↑  (en) « The president Goguet... will amuse and satisfy the reader. I doubt whether his book, especially in England, is as well known as it deserves to be. »